# Beatriz Barba
Beatriz Barba Ahuactzin, auch Beatríz Barba de Piña Chan (* 16. September 1928 in Mexiko-Stadt; † 29. Januar 2021) war eine mexikanische Anthropologin und Archäologin (Altamerikanistin), die als zweite Frau in ihrem Land einen Abschluss in Archäologie erwarb. Von 1985 ab war sie Mitglied des Sistema Nacional de Investigadores und Mitglied der Mexikanischen Akademie der Wissenschaften. Anlässlich ihres vierzigjährigen Lehrtätigkeitsjubiläums im Jahr 1991 wurde sie von der mexikanischen Regierung und dem Bildungsministerium mit der Ignacio-Altamirano-Medaille in Gold geehrt. Im Jahr 2013 würdigte das Instituto Nacional de Antropología e Historia (INAH) ihr Lebenswerk.

## Leben
Beatriz Barba Ahuactzin wurde als Tochter eines Lehrerehepaars in Mexiko-Stadt geboren, und schon in jungen Jahren wollte sie Lehrerin werden. 1949 schloss sie ihr Studium an der Escuela Nacional de Maestros (ENAH, Nationale Lehrerhochschule) mit einer Arbeit ab, in der sie sich mit den Wirbelsäulendeformationen von Schülern befasste, die durch unzureichende Schulmöbel verursacht wurden. Sie begann eine Laufbahn 1950 als Grundschullehrerin an der Grundschule M-255 „Emiliano Zapata“, Um ihre Geschichtskenntnisse zu vertiefen und sich auf den Lehrerberuf vorzubereiten, schrieb sie sich parallel an der Escuela Nacional de Antropología e Historia (Teil des Instituto Nacional de Antropología e Historia) ein. Dort lernte sie den Archäologen Román Piña Chan kennen, den sie später heiratete und mit dem sie drei Töchter hatte.
1955 erhielt sie ihren Master-Abschluss in Anthropologie mit Auszeichnung und wurde die erste mexikanische Frau, die den Titel einer Archäologin erhielt. In ihrer Abschlussarbeit mit dem Titel Tlapacoya: un sitio preclásico de transición untersuchte sie die soziale Entwicklung und die religiösen Praktiken der Tlatilco-Kultur an der archäologischen Stätte Tlapacoya. Ihre Feldarbeit wurde dadurch erschwert, dass die Arbeiter keine Arbeitsanweisungen von einer Frau entgegennehmen wollten, aber ihr Mann unterstützte sie.
Zwischen 1957 und 1960 unterrichtete sie Geschichte an der Albert-Einstein-Sekundarschule Nr. 9, während sie gleichzeitig ihr Studium fortsetzte und 1960 ihren Abschluss als Ethnologin an der ENAH erwarb. Ab 1958 arbeitete sie außerdem als Dozentin an der ENAH und forschte zusammen mit ihrem Mann an Ausgrabungsstätten in Tlatilco und im Valle de Guadalupe im Norden Jaliscos.
1965 gründete Barba zusammen mit Julio César Olivé das Museo Nacional de las Culturas in dem Gebäude, das zuvor als Münzanstalt und als Nationalmuseum für Anthropologie gedient hatte. Als 1964 ein neues Gebäude für das Nationalmuseum für Anthropologie errichtet wurde, stand der ehemalige Standort leer. Barba und Olivé setzten sich für die Umwandlung des Gebäudes in ein Museum der Weltkulturen ein. Von 1965 bis 1976 war Barba stellvertretende Direktorin des Museums, von 1972 bis 1979 Gastdozentin für Anthropologie an der Universidad de Guadalajara und ab 1980 ständige Dozentin des ENAH.
1982 erwarb Barba einen Master in Anthropologie an der Nationalen Autonomen Universität von Mexiko (UNAM) und zwei Jahre später einen Doktortitel. In ihrer Dissertation mit dem Titel Ambiente social y mentalidad mágica en México, las bases del pensamiento mágico en el México precortesiano (“Soziales Umfeld und Mentalität der Magie in Mexiko, die Grundlagen des magischen Denkens im vorcortesianischen Mexiko”) untersuchte sie das indigene kulturelle Konzept der Magie vor der Eroberung durch Hernán Cortés. Statt der „dämonischen Anbetung“, die die Spanier in ihren Chroniken der mexikanischen Kultur darstellten, zeigte Barbas anthropologischer Ansatz, dass die Zivilisationen im alten Mesoamerika das Heilige verehrten, Bücher schufen, um ihr umfangreiches Wissen weiterzugeben, und die Weite des Universums zu schätzen wussten.
1984 stürzte ihr Mann während einer Ausgrabung in der archäologischen Stätte Becán und wurde querschnittsgelähmt. Trotzdem arbeitete er bis zu seinem Tod 2001 wissenschaftlich weiter.
1985 wurde Barba vom Secretaría de Educación Pública (SEP) zur „nationalen Forscherin der Stufe II“ ernannt und erhielt 1991 die Ignacio-Altamirano-Medaille, die ihr vom SEP und Präsident Carlos Salinas de Gortari verliehen wurde.
Ab 1995 leitete sie das Seminario Permanente de Iconografía (ständiges Seminar für Ikonografie) des INAH. 2002 wurde sie Gründungspräsidentin der Academia Mexicana de Ciencias Antropológicas.
Nach ihrer Pensionierung im Jahr 2013 würdigte das INAH ihre Karriere als wegweisende Archäologin und Anthropologin. Barba unterrichtete privat von ihrem Haus aus und stellte den Nachlass ihres Mannes für die Universidad Autónoma de Campeche zusammen.
Barba starb am 29. Januar 2021 im Alter von 92 Jahren.
Eine Gesamtaufstellung ihrer wissenschaftlichen Arbeiten enthält die Hommage des INAH anlässlich ihrer Pensionierung.